# Reinhart Morscher
Reinhart Morscher (* 11. Februar 1938 in Bludenz; † 21. Mai 2004 in Bern) war ein in der Schweiz wirkender österreichischer Künstler, Grafikdesigner, Typograf und Plakatkünstler.

## Leben und Werk
Reinhart Morscher war das älteste von drei Kindern. Nach dem Besuch von Volksschule und Gymnasium – seine Matura erhielt er 1957 – zog er nach Basel. Von 1957 bis 1963 besuchte er den Vorkurs und die Fachklasse für Grafik an der Allgemeinen Gewerbeschule Basel (AGS). 1963 trat er in die Werbeagentur Enzo Rösli ein, parallel dazu studierte er an der Universität Basel Kunstgeschichte und Philosophie. 1968 bis Ende 1969 wechselte er zur Agentur Jean Reiwald. Während dieser Zeit hatte er auch einen Lehrauftrag für Zeichnen an der Allgemeinen Gewerbeschule. 1970 erfolgte der Umzug nach Bern, wo er bis 1973 als Art Director in der Werbeagentur Hablützel & Jaquet arbeitete. Nach diesen Jahren in den Werbeagenturen machte er sich als Grafiker und Künstler mit eigenem Atelier selbständig mit den Arbeitsgebieten «Graphic Design, Sprache und Malerei».
Reinhart Morscher war für verschiedene Firmen und PR-Agenturen tätig. Er entwickelte Plakatkampagnen zum Thema Verkehrssicherheit für den Berner Verkehrsverbund, entwarf Produktwerbung, gestaltete Orientierungssysteme und visuelle Erscheinungsbilder. Zum Klassiker wurde Morschers Schweppes-Plakat von 1974. Die zarte Silhouette der Schweppes-Flasche, mit einer groben Schraffur als Etikett versehen, kommuniziert ohne Schrift die Produktidentität einzig über Farbe und Form.
Als Berater und Jurymitglied war er für den Bund, verschiedene Kantone, Gemeinden und kulturelle Einrichtungen tätig. Von 1980 bis 1998 war er Dozent zuerst für «Sprache experimentell», ab 1986 für «Semiotik Wort/Bild» und «Verbale Kommunikation» an der Höheren Schule für Gestaltung Basel. 1998 erhielt Morscher den Auftrag, Überlegungen für eine neue Abteilung «Intermediales Design» an der Fachhochschule Vorarlberg zu entwickeln. 

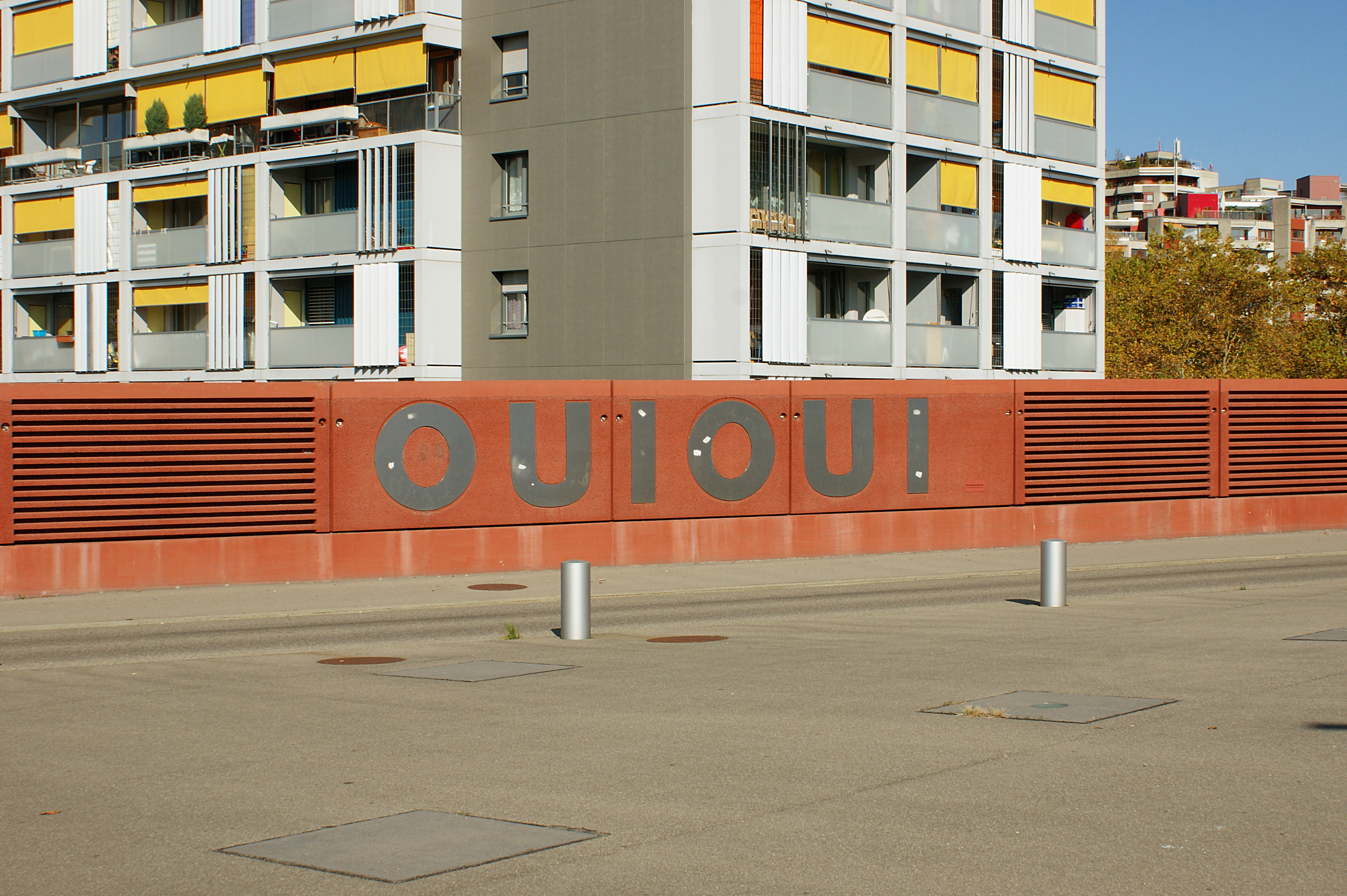
Reinhart Morscher: OUI OUI, Stahlplastik, Bern 2004, am Stadtausgang zur französischen Schweiz

Als Künstler realisierte Reinhart Morscher verschiedene Arbeiten zum Thema Kunst am Bau: In Ittigen 1981 am Ausbildungszentrum der Berner Kantonspolizei; in Bern 1990 an der Matte-Turnhalle und in Biel 1996 am Schweizerischen Bankverein. Er nennt seine Arbeiten bisweilen «Bild-Wort-Ton-Installationen».
Reinhart Morscher nahm an verschiedenen Ausstellungen in der Schweiz, Deutschland, Österreich und den USA teil und erhielt Auszeichnungen für seine Grafik und Malerei im In- und Ausland.